# Abraham ibn Daud
Abraham ibn Daud (hebreu: אברהם בן דוד הלוי אבן דאוד, Abraham ben David ha-Levi ibn Daud‎), també conegut com a RABaD I (Còrdova, ca. 1110 - Toledo, 1180), fou un historiador apologètic del judaisme i el primer filòsof jueu plenament aristotèlic.

## Biografia
Ibn Daud, de família originària de Jerusalem, naix, probablement, a la ciutat de Còrdova al voltant de 1110. Nebot i deixeble de Baruk bar Isaac ibn Albalia, cap de l'escola talmúdica de Còrdova, estudia àmpliament tant la cultura islàmica com la jueva del seu temps: la literatura àrab i la ciència islàmica, especialment la filosofia d'Al-Farabí i Avicenna; el pensament grec (Plató, Aristòtil, Hipòcrates, etc.); la poesia jueva, la Tanakh (Bíblia jueva), el Talmud i el pensament jueu, especialment a Saadia, Ibn Gabirol i Yehudà ha-Leví. També adquireix importants coneixements de medicina, matemàtiques i astronomia.
Es va establir a Toledo vers el 1148, fugint dels almohades que havien envaït la península Ibèrica. En aquesta terra va escriure la major part de la seva obra. Ha estat identificat amb Avendaut, traductor de diverses obres filosòfiques i astronòmiques pertanyent a l'Escola de traductors de Toledo.
Abraham ibn Daud mor a Toledo el 1180 defensant la seva fe durant un pogrom:
| «                                                                | [Abraham el Levita] fue ahorcado por no dexar la ley, a que le obligava el Rey de España y no saliendo con su intento le mandó ahorcar. | [Abraham el Levita] fou penjat per no deixar la llei com li obligava el rei d'Espanya, i en no aconseguir-lo, el manà penjar. | » |
| — Salomó ibn Verga. Sebeṭ Yehudah (Ibn Verga — León 1744: p. 6). | | |   |

## Obra
Les seves dues obres més importants, el Llibre de la tradició i La fe enaltida, foren escrites en la mateixa època i amb el mateix objectiu de defensar el judaisme rabínic, el primer mitjançant la història, i el segon, amb arguments filosòfics.

### Història
- Sefer ha-qabbalà (Llibre de la tradició) (ca. 1160).[3][9] Aquesta obra és una defensa de la doctrina rabínica de la Tradició o Llei oral, entenen el Talmud com la veritable interpretació del text sagrat o Llei escrita (Torà); front els principis defensats per la secta caraïta, que des de la meitat del segle xi experimenta un fort creixement a Castella. Aquesta apologia de l'ortodòxia jueva fou continuada per Abraham ben Salomó ibn Torrutiel i Yosef ibn Saddiq d'Arévalo.[10] També inclou notícies de molts intel·lectuals jueus d'Al-Àndalus.[11]
- Zijron divre Rom (Història de Roma). Original perdut, es conserva una traducció al llatí, Memoria rerum Romae, editada el 1724.[12]
- Divre malke Yisrail gabayit shem (Història dels Reis d'Israel en l'època del Segon Temple). Obra perduda.[5]

### Filosofia
- al-ʿAqīda al-rafīʿa (La fe enaltida) (ca. 1160), original àrab no conservat. Existeixen dues traduccions a l'hebreu de finals del segle xiv: Ha-emunà ha-rama, de Salomó ibn Labi, i Ha-emunà nissaʿa, de Samuel ibn Motot.[8]

Abraham ibn Daud, en La fe enaltida, és el primer a introduir de forma sistemàtica l'aristotelisme musulmà d'Al-Farabí i Avicenna en la filosofia jueva. El seu pensament queda influït, a més a més, per Abu-Hàmid al-Ghazalí, crític d'Al-Farabí i Avicenna, i pel teòleg i polemista intijueu Ibn Hazm, entre els musulmans; i per Saadia i Yehudà ha-Leví, especialment, i per Bahya ibn Paquda, Yosef ibn Saddiq i Abraham ibn Ezra, entre el jueus.
La fe enaltida està estructurada amb un preàmbul i tres parts:
a. En el preàmbul l'autor indica l'objectiu que vol aconseguir, resoldre el problema del lliure albir o llibertat humana, però el llibre es desenvolupa amb la pretensió de provar la perfecta harmonia entre fe i raó, per tal d'obtenir la veritat.
b. La primera part desenvolupa algunes qüestions de la física i metafísica aristotèlica: La substància i les categories, la matèria, la forma i els elements, el moviment i l'infinit, l'ànima, i les esferes celestials.
c. La segona part s'ocupa de l'existència de Déu, la unitat, els atributs divins, la cosmologia i les intel·ligències celestials, la profecia, la defensa de la Torà, i l'angelologia i el problema del lliure albir.
d. La tercera part s'ocupa de l'ètica.
Per la varietat dels temes tractats, La fe enaltida ha estat considerada com una autèntica enciclopèdia de filosofia. Així, els principals temes desenvolupats i estudiats són:
Harmonització raó i fe. La veritable filosofia no contradiu la revelació, i utilitza l'exegesi bíblica per demostrar-ho. Però, mentre la fe ofereix el coneixement des d'un principi i sense cap esforç (la revelació), la raó filosòfica sols aconsegueix el coneixement mitjançant una cerca fatigosa. El deure de cada jueu, per Ibn Daud, és trobar aquesta harmonia.
Substància i accident. Tot el que existeix o és substància o és accident, i sols una de les dues. La forma i la matèria, els dos components dels éssers físics, són substàncies.
Ànima. L'activitat vital de l'ésser humà implica l'existència d'un principi extrínsec a la matèria, l'ànima immaterial. I aquesta ànima és immortal per exigències de la fe, en contra del principi aristotèlic de correlació entre matèria i forma.
Déu. Demostra l'existència de Déu seguint la teoria del moviment aristotèlic. Hi ha un primer motor, causa del dinamisme còsmic, un ésser existent per si mateix, immaterial, absolut, únic i simple, origen del moviment del món i de tot el que existeix. En ser impossible una sèrie causal infinita, al final de la mateixa s'arriba a l'origen de tot ésser i a la font de tota existència, és a dir, al Déu creador, aconseguint harmonitzar Ibn Daud, raó i fe.
Coneixement humà i Profecia. El coneixement és una facultat purament passiva, sols potència que necessita de l'adquisició de les formes o conceptes per a passar a intel·lecte actiu, i que pot perfeccionar-se mitjançant l'estudi. El pas de potència a acte necessita la intervenció de l'intel·lecte agent, entitat espiritual i supraindividual on està temporalment la veritat plena i la totalitat de les formes. La profecia és el grau suprem del coneixement humà i procedeix de l'acció de l'intel·lecte agent, però sols comprèn el fets futurs. Existeixen dos tipus de profecies, les naturals i les revelacions divines, i aquestes últimes són per permetre a Déu mitjançant homes determinats, ensenyar veritats i preceptes necessaris als jueus per aconseguir una major perfecció de vida.
Ètica. Barreja elements neoplatònics i aristotèlics. La virtut consisteix en l'equilibri entre les diverses parts de l'ànima i és el punt mig entre els extrems. La saviesa és una virtut que pertany a la intel·ligència teòrica, però es la justícia i la perfecció moral la que permet a l'home arribar a la felicitat. La justícia és una virtut filosòfica però també un manament diví, ja que permet la relació de l'home amb Déu i la justificació del compliment dels manaments de la Torà.

#### Repercussió del seu pensament
Tot i que no anomena explícitament a Ibn Daud en la Guia dels Perplexos, Maimònides coneix La fe analtida, com es veu per les coincidències entre les dues obres: algunes d'elles degudes a la utilització de les mateixes fonts, però altres relacionades amb l'exegesi bíblica clarament deutores d'Ibn Daud.
La fe analtida d'Ibn Daud és una incisiva, ferma i ben construïda apologia d'Aristòtil que qüestiona tants conceptes tradicionals del judaisme com després ho farà la Guia dels Perplexos de Maimònides, però sols fou coneguda per erudits i no arribà als jueus devots. Mentre Maimònides abans de la seva obra era conegut en tot el món jueu com a codificador i jurisprudent, i era El rabí, Ibn Daud sols era un historiador. Tot i el poc ressò de l'obra filosòfica d'Ibn Daud, al segle xiv torna a ésser estudiada, com es demostra en l'aparició de dues traduccions a l'hebreu.

### Astrologia
- Una obra sobre astrologia, escrita en 1180. Perduda.[27]

### Religió
- Una obra contra els caraïtes. Perduda i sols mencionada pel mateix autor en el Sefer ha-qabbalà.[28]